# Сантамария, Аристодемо
Аристодемо Сантамария (итал. Aristodemo Santamaria; 9 февраля 1892, Генуя — 10 декабря 1974, Генуя) — итальянский футболист, игравший на позиции нападающего.
Выступал за итальянские клубы и национальную сборную Италии. Четырехкратный чемпион Италии.

## Клубная карьера

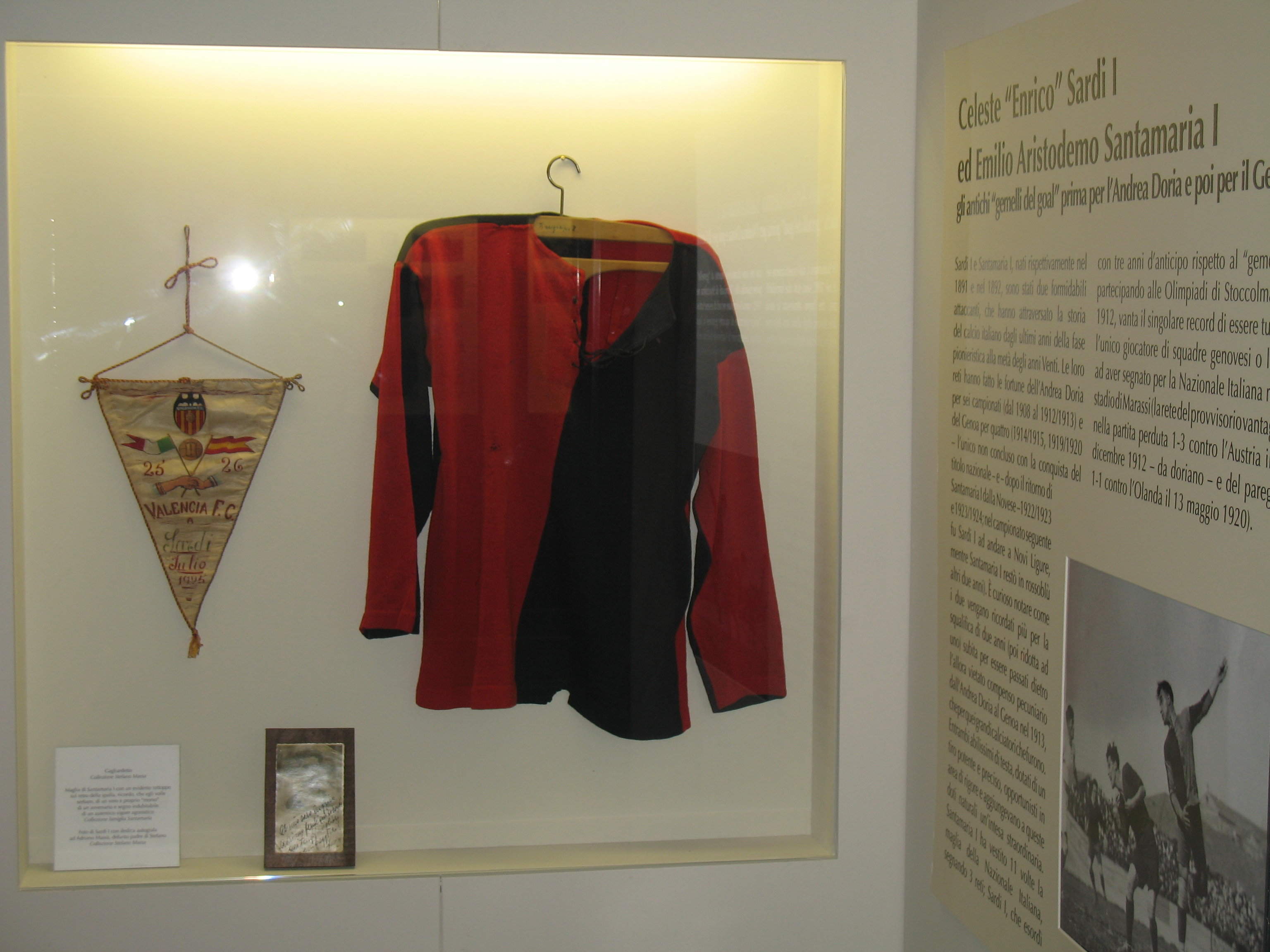
Майка Аристодемо Сантамария в музее футбольного клуба «Дженоа».

Во взрослом футболе дебютировал в 1909 году выступлениями за клуб «Андреа Дориа», в котором провёл четыре сезона, приняв участие в 62 матчах чемпионата.
Своей игрой привлёк внимание представителей тренерского штаба клуба «Дженоа», к составу которого присоединился в 1913 году. Отыграл за генуэзский клуб следующие семь сезонов своей игровой карьеры. В составе «Дженоа» был одним из главных бомбардиров команды, имея среднюю результативность на уровне 0,95 гола за игру первенства. Вместе с клубом завоевал титул чемпиона Италии.
В течение 1920—1922 годов защищал цвета клуба «Новезе». За это время добавил в список своих трофеев ещё один титул чемпиона Италии.
В 1922 году вернулся в клуб «Дженоа», за который отыграл ещё 4 сезона. В клубе был среди лучших голеодоров, отмечаясь забитым голом в среднем, в каждой второй игре чемпионата. Вместе с клубом выиграл ещё два титула чемпиона Италии.
Завершил профессиональную карьеру футболиста выступлениями за команду из Генуи в 1926 году.

## Выступления за сборную
В 1915 году дебютировал в официальных матчах в составе национальной сборной Италии. В течение карьеры в национальной команде, которая длилась 9 лет, провёл в форме главной команды страны 11 матчей, забив 3 гола.
В составе сборной был участником футбольного турнира на Олимпийских играх 1920 года в Антверпене.

## Титулы и достижения
- Чемпиона Италии (4):

«Дженоа»: 1914—1915, 1922—1923, 1923—1924
«Новезе»:1921—1922